# Paul Salopek
Paul Salopek (Barstow, Kalifornija, 9. veljače 1962.) američki je novinar, istraživač, biolog i književnik hrvatskoga podrijetla, dvostruki dobitnik prestižne Pulitzerove nagrade za izvjestiteljstvo.
Pisao je za utjecajne američke novine i tjednike Chicago Tribune, The Atlantic, National Geographic i druge.

## Životopis
Rođen je u kalifornijskom gradiću Barstowu u obitelji hrvatskih doseljenika. Diplomirao je biološki smjer enviromentalistike na Kalifornijskom sveučilštu Santa Barbara 1984. godine.
Prije novinarske karijere, bavio se ribarstvom i uzgajao školjke u Massachusettsu. Novinarsku karijeru započeo je kada mu se na putovanju Novim Meksikom u gradiću Roswellu pokvario motocikl te je, kako bi zaradio novac za popravak, napisao izvještaj za lokalne novine. Njegov članak postao je vrlo populanran te je ubrzo dobio ponude u više izdavačkih kuća.
Za Chicago Tribune je u razdoblju između 1996. i 30. travnja 2009. izvještavao s ratišta u Hrvatskoj, Bosni i Hercegovini, Središnjoj Aziji i Iraku. Za National Geographic pisao je od 1992. do 1995. tijekom putovanja po Maliju, Čadu, Sudanu, Senegalu, Nigeru i Nigeriji te je izvještavao o njihovoj povijesti, kulturi, običajima i onovremenim političkim zbivanjima.  Za El Paso Times izvještvao je o događajima s američko-meksičke granice i pisao o pričama meksičkih useljenika tijekom kasnih 1980-ih i ranih 1990-ih. 1990. otvorio je izvjestiteljski ured u Mexico Citiju otkuda je za američke novine izvještavao u vladinim skandalima, obračunima s mafijom i narkobandama te podmitljivosti u političkom sustavu.